# Mutació demanial
La mutació demanial és una figura jurídica que implica el canvi d'afectació d'un bé o dret de domini públic a un altre fi o servei públic diferent, és a dir, una desafectació i una afectació simultànies.
La "mutació demanial" pot ser:
- Objectiva, quan es produeix el canvi a un altre fi o servei públic, és a dir, canvia l'"objecte".
- Subjectiva, quan es produeix un canvi de l'Administració pública titular del bé, és a dir, un canvi de "subjecte" titular, sense modificar la seva destinació pública. En aquest cas, hi ha l'obligació d'inscriure-la en el Registre de la propietat, a nom del seu nou titular.

La llei contempla també la figura de la mutació per imposició d'afectacions secundàries, que podria donar-se quan en un mateix immoble concorren dos usos: un de públic, per part d'un organisme també públic, i un altre de privat, per a serveis d'explotació mercantil annexos.